# Las Uces
Las Uces es una localidad del municipio de Valsalabroso, en la comarca de La Ramajería, provincia de Salamanca, comunidad autónoma de Castilla y León, España.

## Etimología
En el siglo XV aparece denominado como Zarzes, que se traduciría por zarzas en lengua leonesa, hecho que no resultaría extraño ya que en la Edad Media era bastante común en el área leonesa el empleo de nombres de árboles o plantas para denominar a las localidades que se fundaban, encontrándonos en la zona dos zarzas más aunque en singular (La Zarza de Pumareda y La Zarza de Don Beltrán, este último despoblado actualmente), por lo que tanto el nombre de la localidad de Las Uces como el del río homónimo podrían derivar de "Las Zarzes", plural típico del leonés de la zona como también comprobamos en el topónimo "Las Arribes".
También puede proceder de los sauces que crecen expontáneamente en el río, junto al puente y el molino, de hecho el gentilicio para quien procede de Las Uces es "sauceño".

## Historia
Los restos arqueológicos nos muestran la existencia de un antiguo castro vetton del que se conservan restos de la muralla, y que hubiese sido poblado también en época romana, de la que se conservan estelas funerarias y una fuente romana en el pueblo. En la Edad Media se acometió la repoblación de la localidad en el reinado de Fernando II de León, época de la que data la ermita de la Madre de Dios. Con la creación de las actuales provincias en 1833, Las Uces quedó integrado en la provincia de Salamanca, dentro de la Región Leonesa, pasando a formar parte del partido judicial de Vitigudino en 1844.

## Monumentos y lugares de interés
- Ermita de Nuestra Señora la Madre de Dios.
- Iglesia parroquial de Nuestra Señora la Virgen del Rosario.

## Cultura

### Leyendas
La leyenda de Santa Marina está referenciada en tres libros, y nos habla que existió en tiempos de la dominación musulmana una doncella cristiana llamada Marina, en la aldea de Las Uces, de gran hermosura, de la que se prendó un caudillo árabe. La requirió de amores y quiso obtener por la fuerza los favores de la joven pastorcilla. Marina, invocando a la Virgen María, le pidió ayuda para librarse de él. Acudió el cielo en su auxilio y puso alas en sus pies, logrando huir del guerrero que la perseguía. Al llegar a la profunda hondonada del Duero, el paso le quedó cortado por el rugiente discurrir de las aguas. Temerosa de que el musulmán pudiera alcanzarla, invocó de nuevo al cielo, frente a la roca en que se hallaba, haciendo este ruego: ¡Ábrete peña sagrada, que viene Marina cansada¡. El lugar al que llegó Marina a refugiarse está en Aldeadávila de la Ribera, y en un principio se llamaba La Manzaneda, para pasar a llamarse después La Verde. El etnólogo portugués Abade de Baçal, al igual que González Dávila afirman que la pastorcilla era natural del concejo de Mogadouro.

## Demografía
En 2019 Las Uces contaba con una población de 36 habitantes, de los cuales 18 eran hombres y 18 mujeres. (INE 2019).
| Gráfica de evolución demográfica de Las Uces entre 2000 y 2019                           |
|                                                                                          |
| Fuente: Instituto Nacional de Estadística de España - Elaboración gráfica por Wikipedia. |